# جان لوباک، دومین بارون آوبری
جان لوباک، دومین بارون آوبری (انگلیسی: John Lubbock, 2nd Baron Avebury; ۴ اکتبر ۱۸۵۸ – ۲۶ مارس ۱۹۲۹) بازیکن کریکت، بازیکن فوتبال، و سیاستمدار بود.